# José Manuel Galdames
Pour les articles homonymes, voir Galdames (homonymie) et Ibáñez.
José Manuel Galdames Ibáñez (né à Barakaldo le 15 juin 1970) est un footballeur espagnol, d'origine basque, qui évoluait en défense centrale.

## Biographie
International des moins de 20 ans de la sélection espagnole lors d'un match, Galdames est une des jeunes pousses prometteuse issues de Lezama, l'école de l'Athletic de Bilbao. Lors de la saison 1991/1992, il intègre l'équipe première, mais peine à obtenir sa chance dans les 3 années qu'il passe dans l'équipe, jouant seulement 15 matchs de championnat entre 1991 et 1994.
Lors de l'été 1994, il part alors dans le club du SD Compostelle, où il est plus régulièrement aligné mais sans devenir pour autant un titulaire à part entière. Il retourne à Bilbao pour la saison 1995/1996, où il joue 16 rencontres, puis, la saison suivante, il repart à nouveau à Compostelle où il parvient à jouer 24 matchs.
Il quitte ensuite la Liga espagnole pour le championnat français en signant au Toulouse Football Club. Il y reste trois ans, jusqu'en 2000, et joue un grand nombre de matchs sans toutefois parvenir à devenir un titulaire inamovible.
De retour au Pays basque en 2000/2001, il signe au SD Eibar, club qui joue en Segunda División (D2). Pour ses deux dernières années de carrière professionnelle, il joue 30 matchs en D2 lors de la saison 2000/2001 et 20 matchs de championnat lors de la saison 2001/2002. 
C'est à la fin de cette saison-là qu'il décide de mettre un terme à une carrière riche notamment de 68 matchs en Liga et 47 matchs en Ligue 1.

## Carrière
- 1991-1994 : Athletic Bilbao  Espagne
- 1994-1995 : SD Compostela  Espagne
- 1995-1996 : Athletic Bilbao  Espagne
- 1996-1997 : SD Compostela  Espagne
- 1997-2000 : Toulouse FC  France
- 2000-2002 : SD Eibar  Espagne[1],[2]